# Hygrochroma subvenusta
Hygrochroma subvenusta là một loài bướm đêm trong họ Geometridae.